# Les Amis philanthropes
 (janvier 2015).
 (février 2019).
- Si vous ne connaissez pas le sujet, laissez ce bandeau (vous pouvez alors contacter les auteurs).
- Si vous supprimez le contenu mis en cause (vous pouvez préalablement contacter les auteurs),

argumentez précisément cette suppression dans la page de discussion
(un manque de référence n'est pas un argument ; une recherche réelle de référence doit avoir été effectuée, être formellement documentée).
Les Amis philanthropes (AP) est le nom d'une des deux plus anciennes loges maçonniques de Bruxelles. Fondée en 1798 comme loge militaire, elle fait partie du Grand Orient de Belgique.
Elle a surtout reçu l'empreinte de son vénérable maître Théodore Verhaegen, qui, en supprimant l'interdiction des sujets politiques et religieux en loge, en a fait un outil politique personnel et y a jeté les bases du libéralisme, de l'anticléricalisme et de l'athéisme militants, dont cette loge se considère toujours comme héritière.

## Histoire des Amis philanthropes

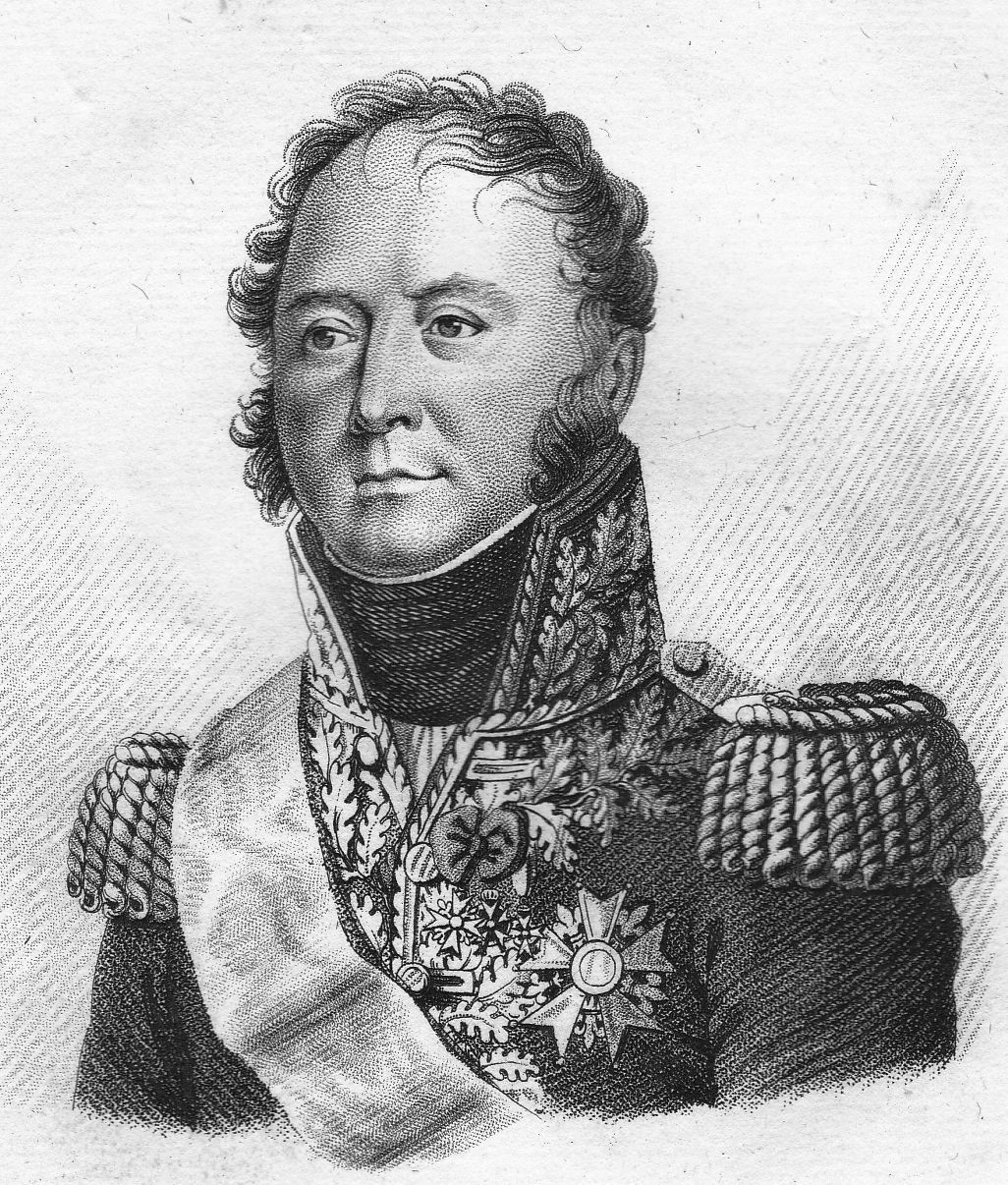
Le général Augustin-Daniel Belliard, l'un des premiers membres de la « loge militaire des amis philanthropes », fondée en 1798.

La loge des Amis philanthropes créée en 1798 est issue d'une loge militaire ambulante, portant le même titre distinctif, attachée à la 66e demi-brigade d'infanterie de ligne de l'armée de la République française. Cette unité installa ses deux premiers bataillons à Bruxelles en juin 1797 puis, au début de 1798, fut rattachée à l'armée de Mayence. En quittant Bruxelles, la loge militaire laissa derrière elle onze officiers ou fonctionnaires français attachés à des établissements militaires. S'étaient joints à eux le commissaire du Directoire exécutif Nicolas Rouppe, futur bourgmestre de Bruxelles, et quatre bourgeois de la ville. Ces seize frères installèrent, le 17 février 1798, la « loge militaire des amis philanthropes permanente à l'Orient de Bruxelles » pour continuer les travaux que l'atelier ambulant « laissait en souffrance par son départ ». Le même jour, on élut comme vénérable maître un autre bourgeois de Bruxelles, le frère Pierre-Paul-Serge Passenaud, qui avait dirigé la loge les « Vrais Amis de l'union » à l'époque autrichienne. L'épithète « militaire » disparut peu de temps après et la loge reçut ses lettres de constitution du Grand Orient de France le 23 mai 1799. Le nouvel atelier prospéra rapidement. Il compta parmi ses membres plusieurs officiers qui s'illustrèrent au cours des guerres de l'Empire (citons Jean-Baptiste Eblé, héros de la Bérézina, Augustin Daniel Belliard, futur ambassadeur de France à Bruxelles) ou à l’occasion de la répression sanglante de la révolte des paysans dans les neuf départements réunis.

### La crise révolutionnaire

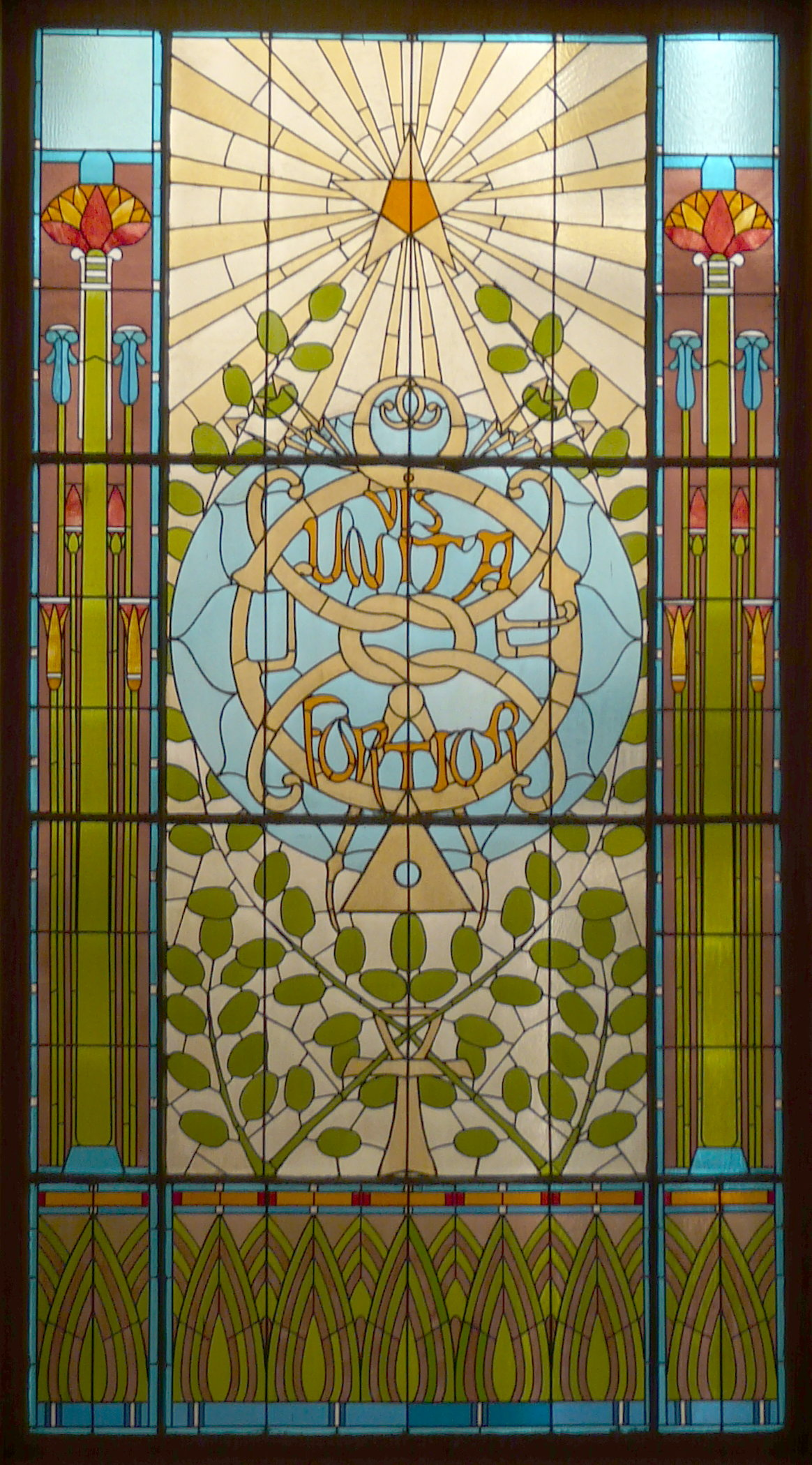
Un vitrail décorant l'immeuble siège de l'asbl « Union et Philanthropie » du Grand Orient de Belgique, rue de Laeken.

Entre 1815 et 1830, les Amis philanthropes participèrent surtout à la résistance contre la Grande Loge d'administration du Royaume des Pays-Bas. Celle-ci, présidée par le prince Frédéric des Pays-Bas, avait en effet l’ambition de placer toutes les loges du pays sous son autorité directe. Elle tenta aussi une réforme des grades maçonniques qui exigeait des candidats des déclarations religieuses contraires à la liberté de conscience.
Dans les années 1820, les Amis philanthropes innovent néanmoins : on introduit le principe des travaux et conférences à l’occasion du déroulement des tenues. Les sujets abordés relèvent principalement de la mécanique, de l’électricité, de l’astronomie, de l’histoire des religions, etc.
Après la révolution de 1830, la loge apporta tout son appui à la création du Grand Orient de Belgique en 1833. Dès ce moment l'atelier resta inconditionnellement fidèle au Grand Orient, au sein duquel il n'a pas cessé de jouer un rôle très important au XIXe siècle.

### Les conflits mondiaux

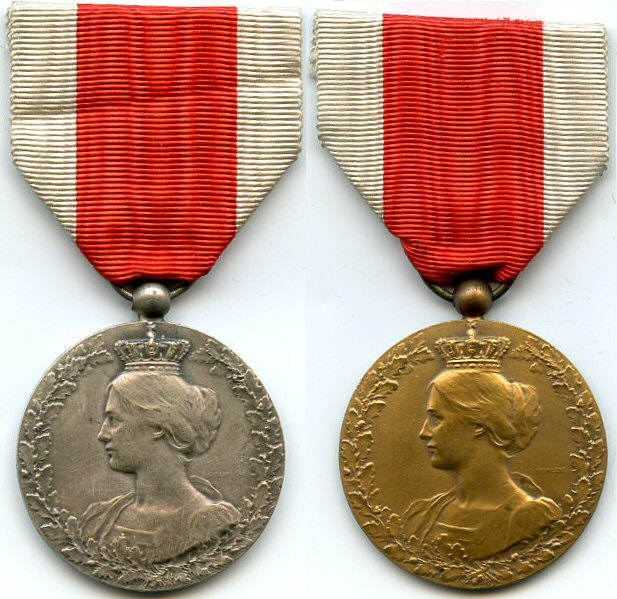
Médailles décernées aux membres du Comité national de secours et d’alimentation, où s'investissent les Amis philanthropes.

#### La première guerre mondiale
La première guerre mondiale entraîne la mise en sommeil des Amis philanthropes, mais son action philanthropique dans le monde profane s’en trouve renforcée. Les locaux sont transformés en ambulance, on ouvre un centre d’entraide, une cantine, et nombre de frères s’investissent dans le soutien au Comité national de secours et d’alimentation qui se chargera du ravitaillement de la population pendant la guerre. Au front ou à l’étranger les frères militaires participent à la lutte contre l’occupant allemand et plusieurs d’entre eux fréquentent des loges temporaires.
Au lendemain de la première guerre mondiale, l’influence croissante des partis politiques et la nécessité de créer des gouvernements de coalition contribuent à réduire l’implication des loges dans les discussions politiques. Comme d’autres ateliers, la loge des Amis philanthropes reste néanmoins attentive aux crises économiques et sociales nationales et internationales susceptibles de mettre en cause  les libertés fondamentales et les droits de l’homme. Elle prend l’initiative de la première protestation contre le fascisme et l’assassinat du socialiste italien Giacomo Matteoti en juin 1924. Elle apporte son aide aux républicains espagnols en 1936 et plus particulièrement à ceux d’entre eux qui étaient maçons. Pendant ces années qui précèdent le second conflit mondial, l’atelier, outre l’examen de questions spécifiques à l’ordre maçonnique ou à l’obédience porte aussi son attention sur quelques problèmes éthiques (la stérilisation des anormaux, la mort, l’avortement légal, la greffe humaine, etc.), et sur les questions économiques marquantes des années 1930 (la crise, l’économie dirigée, les problèmes monétaires, le Congo, etc.)

#### Le second conflit mondial

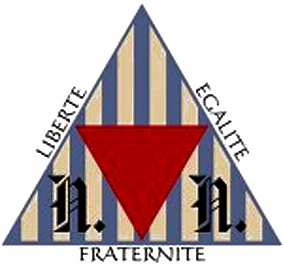
Emblème de La loge Liberté chérie dans le camp de concentration d’Esterwegen.

Au début de la guerre 1940-1945, la loge fut une nouvelle fois mise en sommeil, dans le cadre d’un antimaçonnisme virulent. Le bâtiment de la rue de Laeken est ouvert au public par l'autorité allemande laissant entrevoir une image désastreuse des activités de la loge. Une série de cartes postales est éditée dans ce même but.
Le second conflit mondial fut pour l’atelier bien plus cruel que le précédent.
Bon nombre des frères périrent au combat, dans les camps de concentration ou sous les coups de l'occupant. Certains d’entre eux  participèrent à la création de la loge Liberté chérie dans le camp de concentration d’Esterwegen. Mais beaucoup ne voulurent pas que leurs actions héroïques soient citées après la guerre, tel ce frère parachuté deux fois pour organiser des filières d’évasion vers Londres et cet autre, membre actif du Groupe « G ». D’autres, enfin, dans des conditions matérielles difficiles, poursuivirent les traditions des AP en exerçant la bienfaisance.
Depuis la seconde guerre mondiale, la loge a par ailleurs donné naissance par essaimage direct à la loge "Le Ciment" en 1964, aux "Les Amis philanthropes no 4 - Henri Saint-Jean" en 1973 et à la loge "Anderson" en 1982. Le plus souvent, les frères qui ont quitté les Amis philanthropes à l’occasion de ces essaimages ont évoqué les inconvénients d’un atelier pléthorique, avec pour conséquence le manque de fraternité effective, ou encore la passivité d’un certain nombre de frères et l’absentéisme parfois alarmant.

#### L'après-guerre
Alors que l’atelier comptait 317 membres en 1940, 160 seulement sont de nouveau inscrits au printemps 1945. Mais petit à petit, l’atelier se relèvera. Assurer mieux qu’autrefois le rayonnement de la maçonnerie devient une des préoccupations majeures de l’atelier. Comment reconstruire le pays ? Comment œuvrer à une meilleure éducation de la jeunesse ? Comment construire l’Europe ? À toutes ces questions les frères de l’atelier chercheront une réponse.
La loge n'a guère été affectée par la dénonciation par le Suprême Conseil de Belgique, en 1959, du traité passé en 1880, avec le Grand Orient et par la création de la Grande Loge de Belgique. Quelques frères seulement quittèrent l’atelier, désireux de rétablir certains symboles et de reprendre des relations avec la maçonnerie anglo-saxonne.
En 1987, la loge a organisé une réunion commune avec la loge « la Parfaite Intelligence et l’Étoile réunies n°2 » de la Grande Loge de Belgique afin de renouer des contacts. Ce sera le départ d’une vie harmonieuse entre ces obédiences, débouchant sur la « Déclaration commune des quatre obédiences adogmatiques belges », à laquelle la Fédération belge du Droit humain et la Grande Loge Féminine de Belgique s’étaient jointes. L'atelier, qui a célébré le 200e anniversaire de sa fondation en 1998, poursuit ses activités dans cette optique d’ouverture.

## Fonctionnement de la loge

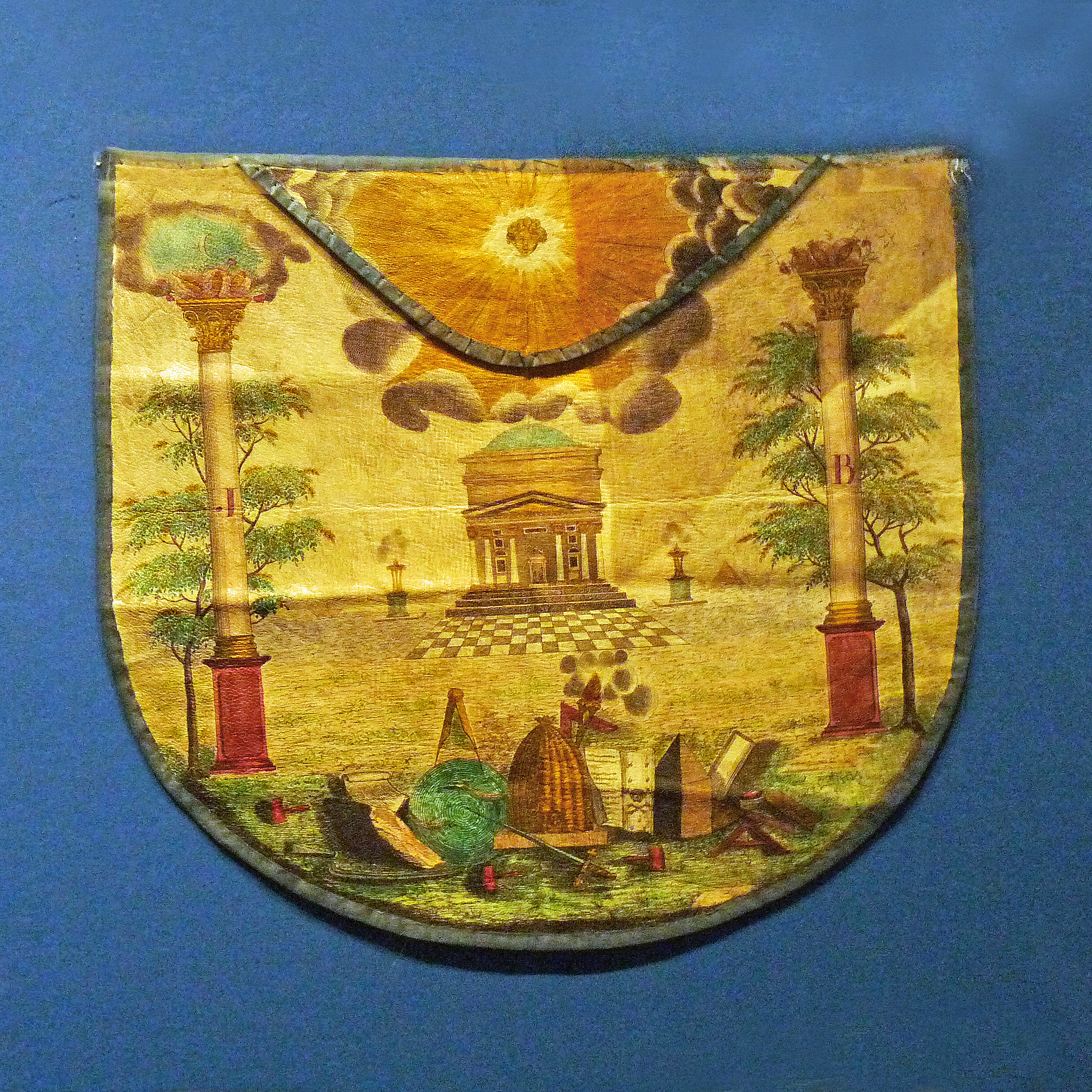
Tablier de maître du XIXe siècle au Rite français, rite d'origine des Amis philanthropes.

En plus des trois grades de base, l’atelier administra jusqu'en 1802 des grades capitulaires, aussi nommés hauts grades. En effet, le Souverain Chapitre des Amis philanthropes ne fut installé que le 22 octobre de cette année.
Jusqu'en 1813, la loge et le chapitre des Amis philanthropes pratiquèrent le Rite moderne ou Rite français à sept grades. Le 22 juin 1813, ils furent autorisés à travailler également au Rite écossais ancien et accepté. En outre, par une charte constitutionnelle accordée le 2 octobre 1813, le Suprême Conseil de France fonda le Conseil particulier des Amis philanthropes, berceau du Suprême Conseil du Royaume des Pays-Bas, en fait de Belgique, installé à Bruxelles, le 16 mars 1817.

### Vie de l'atelier
Jusqu'à la fin de l'Empire, la lecture des comptes-rendus des tenues laisse entrevoir un travail administratif considérable, notamment en ce qui concerne l'établissement du règlement sans cesse modifié. On initiait cependant de nombreux frères, et notamment des négociants, des industriels, des notaires, des musiciens, quelques nobles, etc. Les initiations aux trois grades s'échelonnèrent pendant longtemps tout au long de l'année ; certains profanes accédaient à la maîtrise le jour même de leur réception, ou dans des délais fort courts. Cette succession d'initiations explique en partie la pauvreté de la vie intellectuelle que manifesta l'atelier à l'époque française. En revanche, on célébrait avec éclat et loyalisme certains événements importants pour le régime impérial.

### L'évacuation du rituel
Les Amis philanthropes refusant de porter un numéro et davantage composé de libéraux progressistes ou de socialistes (avec des personnalités à la pointe du combat social comme Émile Féron, Émile Vandervelde, Léon Furnémont, Henri La Fontaine, etc.) se lança résolument dans l’étude des questions sociales, manifesta une tendance plus marquée vers une simplification du rituel qui considéré comme une survivance archaïque sous-tendue par une vision magico-religieuse sera réduit à peu de chose.

## Engagement sociétal

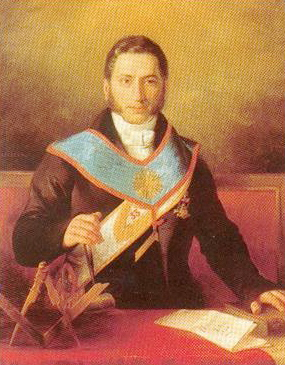
Une figure clef des Amis philanthropes, le vénérable maître Théodore Verhaegen, qui a fait de cette loge un outil politique.

### La fondation de l'université libre de Bruxelles et le parti libéral
Cette influence des Amis philanthropes au sein de la maçonnerie belge trouve son origine dans la forte personnalité de Pierre-Théodore Verhaegen, parlementaire libéral, qui domina la vie de l'atelier des Amis philanthropes dont il fut élu vingt-quatre fois vénérable maître entre 1833 et 1862.
Une de ses premières initiatives marquantes, à la tête des Amis philanthropes, fut son intervention en faveur de la fondation de l'université libre de Bruxelles, dont le projet, présenté par le  frère Auguste Baron au cours du banquet solsticial du 24 juin 1834 fut ensuite patronné et financé par les frères de la loge. L’université et ses étudiants continuèrent par la suite à bénéficier de la sollicitude de l’atelier qui créa notamment des bourses d'études.
En 1984, à l’occasion du 150e anniversaire de la fondation de l’université libre de Bruxelles, les frères des AP ont voulu rendre un hommage à leur « fille spirituelle» en offrant un monument commémoratif, dû au sculpteur Georges Dobbels, qui fut placé devant l’auditoire Paul-Emile Janson.
C’est à l'initiative de Verhaegen aussi que la loge fut le berceau de « L'Alliance libérale », ancêtre du parti libéral dont les statuts furent mis au point au cours d’une des tenues de l’atelier en 1841.

### Anticléricalisme et laïcité

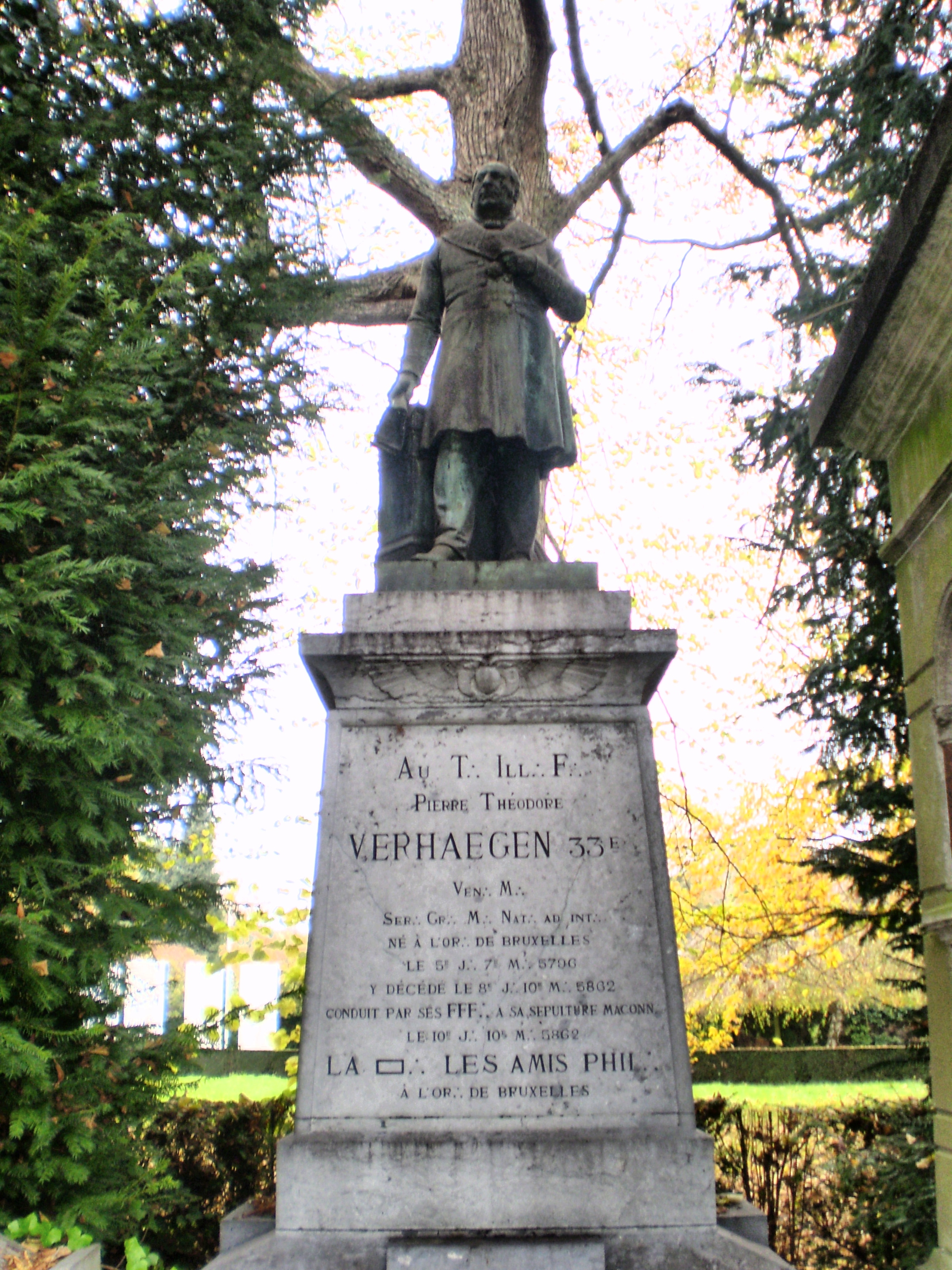
Sépulture de Théodore Verhaegen, sur laquelle est gravée un hommage maçonnique et indiquant son engagement dans la « R∴L∴ Les Amis Phil∴ »

C'est sous l'impulsion de Verhaegen également que le Grand Orient supprima aussi, en 1854, l'article 135 du règlement de 1833 qui interdisait aux loges de s'occuper de matières politiques et religieuses.
En fait, la loge des Amis philanthropes avait déjà commis de constantes infractions dans ce domaine, en s'intéressant à tous les problèmes politiques ou sociaux qui se posaient  à la jeune Belgique indépendante. Dès cette époque, l'atelier essaya de réaliser avant tout la laïcisation politique de la Belgique, c'est-à-dire la séparation de l'Église et de l'État. Sous la pression des attaques du clergé catholique, la loge passa d'un simple anticléricalisme, au début de son histoire, à un anti-catholicisme parfois virulent, à la fin du XIXe siècle. Elle s'opposa à toutes les formes d'ultramontanisme, aux privilèges accordés aux communautés religieuses, au maintien de l'invocation à Dieu dans le serment judiciaire. Elle défendit le principe de la sécularisation des fabriques d'église et des cimetières. Dans le même ordre d'idées elle accueillit avec satisfaction en 1868 la suppression par le Grand Orient de l'article 12 des statuts généraux de l'ordre, qui imposait l'invocation au Grand Architecte de l'Univers.
La lutte contre la théocratie était inséparable, dans l'esprit des Amis philanthropes, de la réalisation de l'enseignement obligatoire et laïque. Sur cette question, la loge rédigea, en 1859-1860 un mémoire dont les projets de loi présentés au Parlement bruxellois jusqu'à la fin du XIXe siècle reprirent plusieurs points. Par ailleurs, elle soutint, depuis 1830, financièrement et moralement, ou contribua à fonder une série de bibliothèques scolaires et d'établissements d'enseignement primaires et secondaires. Son action a été déterminante pour la constitution de la Ligue de l'enseignement à la fin de 1864. Les frères de l’atelier soutinrent également certaines revendications flamandes, notamment en ce qui concernait l'emploi de la langue flamande, dont ils voulaient étendre la diffusion et la connaissance, en développant l'instruction en Flandre, qu'on arracherait ainsi plus facilement au clergé.
La situation matérielle, morale et intellectuelle des ouvriers ne laissa pas les Amis Philanthropes indifférents: plus d'une fois, ils se prononcèrent pour une limitation du travail, particulièrement des femmes et des enfants, pour l'interdiction d'employer dans l'industrie des enfants trop jeunes qui ne pourraient pas justifier d'un minimum de connaissances scolaires, pour la nécessité de créer des bibliothèques populaires nombreuses et richement dotées. La loge lutta en faveur de l'abolition de la peine de mort, elle contribua également au bon fonctionnement de plusieurs crèches, hôpitaux et hospices et ouvrit des restaurants populaires. Le couronnement dans ce domaine de la charité fut la fondation par les Amis philanthropes, en 1867, des « Ateliers réunis », qui rendirent les plus grands services à la classe pauvre et à la « Société des soupes scolaires » de Bruxelles.

### Les ruptures internes
À la fin du XIXe siècle, le parallélisme croissant entre les travaux de la loge et les problèmes concrets du monde profane allait cependant confronter la loge aux divergences politiques entre libéraux « doctrinaires » et « progressistes ».
La loge des Amis philanthropes se présentant comme étant adogmatique et basée sur un socle de certitudes intangibles, le discours se faisant volontiers unanimiste et excluant toute contradiction permet ainsi une approche commune et non contestée des problèmes moraux et sociaux, mais de fortes tensions apparaissent au sein de l’atelier à l’occasion des débats sur le rôle d’une loge dans les questions sociales et à l’occasion de l’introduction du suffrage universel qui en 1894 lamine la représentation libérale et amène l’élection au parlement belge de mandataires socialistes.
À ces questions sociales et électorales s’ajoutent une vive polémique à l’occasion de deux incidents, l’affaire Dwelshauvers et celle d’Élisée Reclus qui agiteront l’université libre de Bruxelles et les Amis philanthropes au point d’aboutir à la démission du vénérable maître Eugène Goblet d’Alviella et au dédoublement des Amis philanthropes. La moitié des effectifs de l’atelier, soit 211 frères, fondaient les Amis philanthropes no 2, une nouvelle loge bruxelloise  davantage attachée au libéralisme politique et à la tradition maçonnique du discours contradictoire et non univoque.

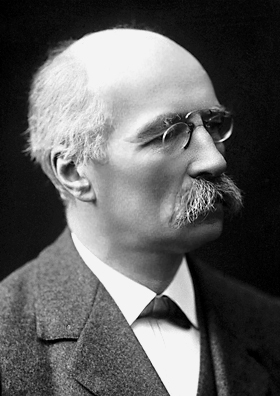
Henri La Fontaine, sénateur socialiste, prix Nobel de la paix et vénérable maître de la loge des Amis philanthropes.

D’autre part, bien qu’elle préconisât que la Belgique disposât d’une armée défensive efficace, basée sur le service militaire personnel et obligatoire, la loge ne cessa de recommander le désarmement universel et organisa chaque année, dès la fin du XIXe siècle une fête de la paix.
Le vénérable maître Henri La Fontaine, sénateur socialiste et prix Nobel de la paix joue à cet égard un rôle clé, notamment dans les tentatives de rapprochement entre maçons allemands et français. Hélas, ces projets sont vains.

### L'activité philanthropique, sociale et morale
Dans la mesure où le permettait une situation financière parfois précaire, la loge, n'oubliant pas son nom, pratiquait la philanthropie et organisait éventuellement des fêtes destinées à recueillir de l'argent, notamment lors de catastrophes survenues en Belgique ou en dehors de nos frontières. La loge put ainsi distribuer des bons de pain et de houille aux pauvres. En 1815, elle vota une subvention pour les paysans ruinés par la bataille de Waterloo. Se présentant souvent comme étant une espèce d'assemblée pré-législative, les Amis philanthropes s'attribuent de nombreux "progrès" sociaux, tels que :

#### L'émancipation de la femme
Les Amis philanthropes se distinguent également au début du XXe siècle par leurs efforts tentés en vue d’émanciper intellectuellement et juridiquement la femme. Depuis 1861, l’atelier admettait les dames à ses manifestations culturelles ou philanthropiques et aux cérémonies d’adoption maçonnique d’enfants, dont la première se déroula en 1872. Il est normal, dès lors, que la loge ait appuyé l'établissement en 1912 de la première loge de la Fédération belge du Droit humain, « 45 Égalité » qui ajouta à son titre le nom du frère Émile Lefevre, vénérable maître des Amis philanthropes.

#### La légalisation de l'avortement
Tout en maintenant ses distances vis-à-vis de manifestations extérieures qui risqueraient d'être intempestives, conformément à une motion votée le 25 octobre 1965, l’atelier ne recula pas ces dernières années devant la discussion des sujets d'actualité les plus brûlants. Le problème de la légalisation de l’avortement fut de ceux-là.
Ce fut d’ailleurs à cette occasion qu’un attentat à la bombe fut perpétré, le matin même de la conférence, contre le bâtiment qui abritait la loge.

#### Le Samu social
Sa participation à la création du SAMU Social en 1999 illustre sa volonté de s'adonner à la philanthropie active, sous différentes formes, tant en faveur de profanes que de membres de l'ordre maçonnique. C’est ainsi que des associations s’occupant d’enfants défavorisés ou handicapés sont actuellement aussi aidées par la loge.

## Quelques membres connus
- Jules Anspach (1829-1879), juriste, bourgmestre de Bruxelles, des « Amis philanthropes ».
- Jules Bara (1835-1900), homme politique libéral et ministre, Les Vrais Amis de l'union et du progrès réunis Bruxelles et Les Amis philanthropes (no 1) Bruxelles.
- Auguste Baron (1794-1862), homme de lettres et enseignant, Les Amis philanthropes.
- Frédéric Basse (1785-1848), industriel et homme politique.
- Jean-Valentin Bender (1801-1873), compositeur, auteur de la Marche du premier régiment des guides. Les Amis philanthropes (no 1) Bruxelles (GOB).
- Charles-Auguste de Bériot (1802-1870), violoniste et compositeur, Les Amis philanthropes, Bruxelles (GOB)[1].
- Constantin Beyens (Deinze, 15 septembre 1758 - Gand, 12 décembre 1808), avocat, Les Amis philanthropes.
- Albert Guillaume Marie Beyens, magistrat puis avocat (Deinze, 8 novembre 1760 - Bruxelles, 7 novembre 1827), Les Amis philanthropes
- Jean-Baptiste Justin Beyens, avocat (Deinze, 5 juin 1766 - Bruxelles, 1er novembre 1829), Les Amis philanthropes.
- Eugène Beyens, Les Amis philanthropes[2], né à Bruxelles le 12 novembre 1816, mort à Presles le 17 juillet 1894, diplomate belge, ambassadeur à Paris, fils de Jean-Baptiste Justin.
- François-Joseph Boulanger (1819-1873), artiste peintre, Les Amis philanthropes (no 1) Bruxelles (GOB).
- Charles Buls (1837-1914), bourgmestre de Bruxelles, homme politique libéral, Les Amis philanthropes (no 1) Bruxelles (GOB) et Les Amis philanthropes no 2 Bruxelles (GOB).
- Nicolas Joseph Daine (1782-1843), général d'armée, Les Amis philanthropes no 1 Bruxelles (GOB).
- Jean Delville, (1867-1953), peintre symboliste.
- François-Joseph Dindal (1791-1866), avocat et vice-président du Sénat.
- Jean-Baptiste Eblé (1758-1812), général, Les Amis philanthropes no 1 Bruxelles (GODF).
- Alexandre Gendebien (1789-1869), révolutionnaire de 1830 et ministre de la Justice
- Paul Hankar (1859-1901), architecte Art nouveau.
- Emmanuel Hiel (1834-1899), poète flamand, Les Amis philanthropes no 1 Bruxelles (GOB).
- Victor Horta, (1861-1947), architecte Art nouveau.
- Constantin Meunier (1831-1905), écrivain et sculpteur, Les Amis philanthropes (no 1) Bruxelles (GOB).
- Xavier-Victor Olin (1836-1899), recteur de l'université libre de Bruxelles et ministre belge des Travaux publics, membre des Amis philanthropes (GOB).
- Auguste Orts (1814-1880), jurisconsulte, historien, homme politique, professeur à l'université libre de Bruxelles et avocat à la Cour de cassation.
- François-Joseph Pfeiffer, peintre d'origine allemande, mais né à Liège en 1778 et décédé à Terborg, aux Pays-Bas, en 1835, il fit partie de la loge bruxelloise des Amis philanthropes.
- Pierre-Louis Prieur, dit Prieur de la Marne (1756-1827), membre de la Convention nationale.
- Alphonse Renard (1842-1903), jésuite, géologue, loge Les Amis philanthropes Bruxelles (GOB).
- André Dieudonné Trumper, médecin et philanthrope.
- François Van Campenhout (1779-1848), compositeur, auteur de la Brabançonne, Les Amis philanthropes no 1 Bruxelles (GOB).
- Léon Vanderkindere (1841-1906), homme politique libéral et bourgmestre d'Uccle.
- Emile Vandervelde (1866-1938), homme politique socialiste et président du POB.
- Pierre Van Humbeeck (1829-1890), homme politique libéral et ministre, fut grand maître du Grand Orient de Belgique.
- Pierre-Théodore Verhaegen (1796-1862), avocat, chef du Parti libéral et fondateur de l'université libre de Bruxelles.
- Henri Vieuxtemps, (1820-1881), violoniste et compositeur, membre de la loge Les Amis philanthropes, Bruxelles et Les Vrais Amis de l'union et du progrès réunis (GOB).
- Philippe Vilain XIIII (1778-1856), homme politique conservateur, membre du Congrès national de Belgique, La Bonne Amitié Namur (GOB) et Les Amis philanthropes no 1 Bruxelles (GOB).
- François-Jean Wyns de Raucourt (1779-1857), homme politique libéral et bourgmestre de Bruxelles.

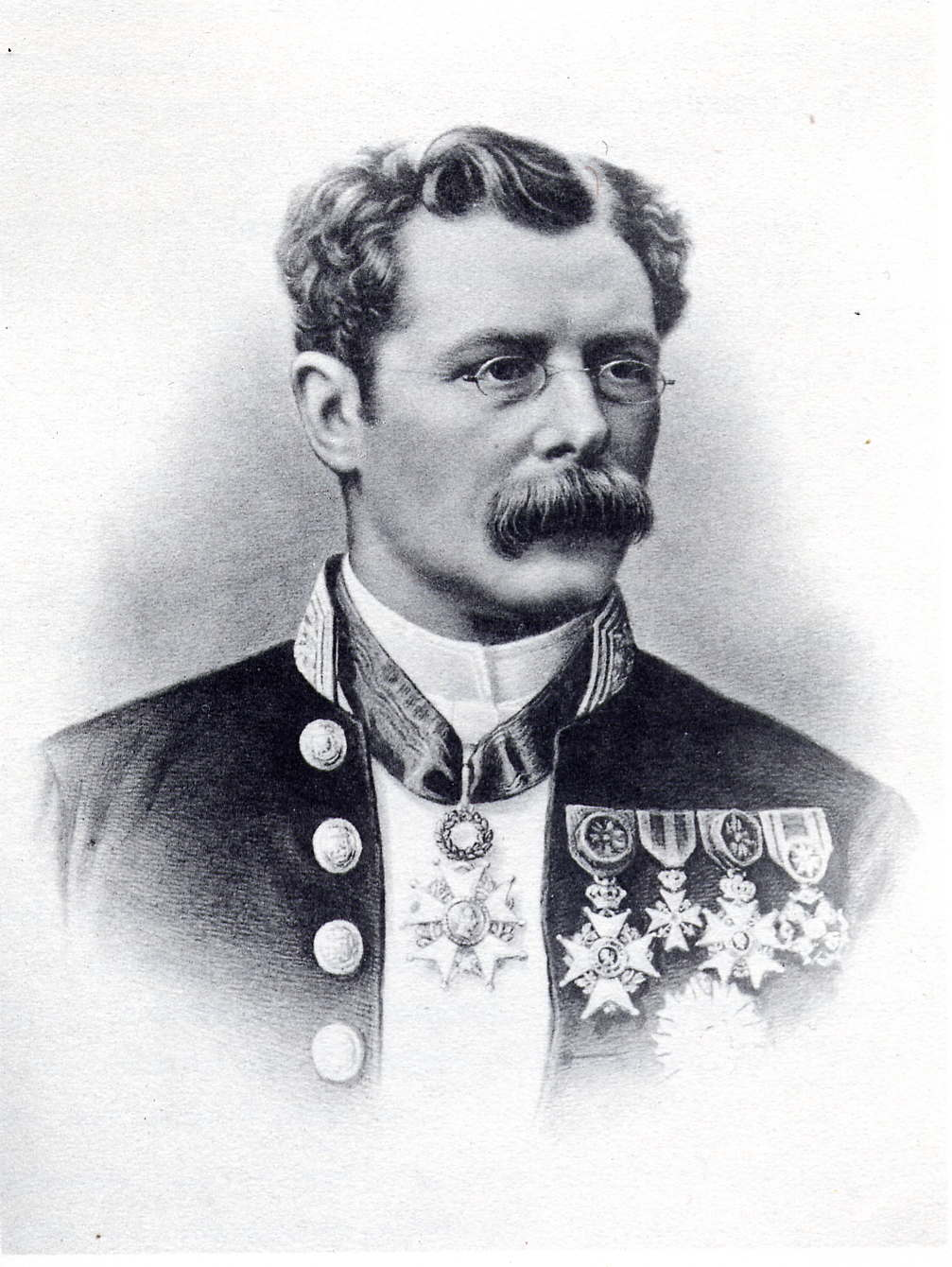
Jules Anspach, juriste, homme politique et bourgmestre de Bruxelles.
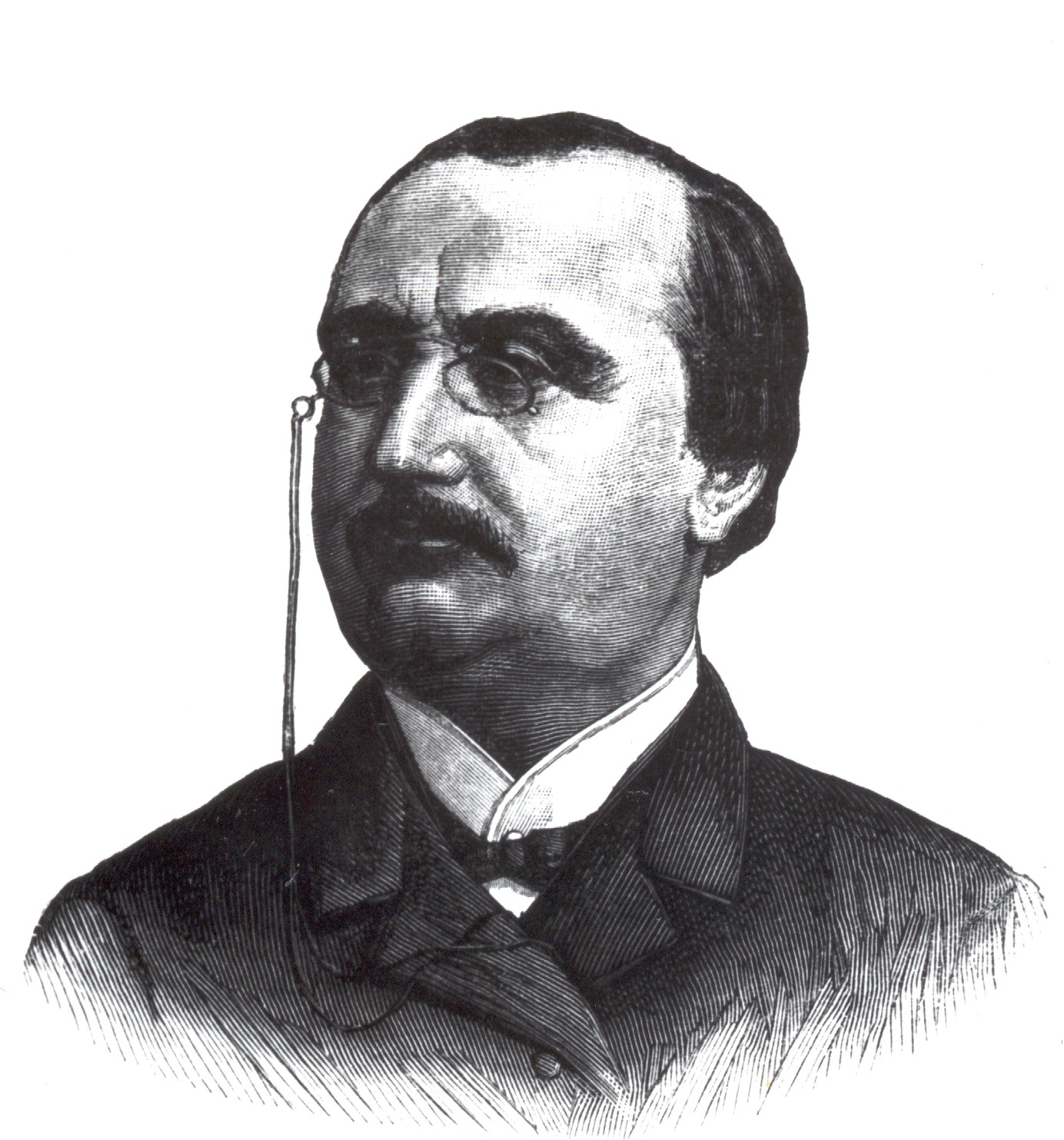
Jules Bara, homme politique libéral et ministre d'État sous Léopold II.
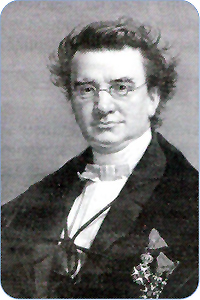
Auguste Baron, homme de lettres et enseignant.
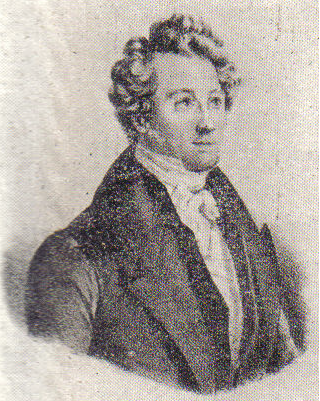
Alexandre Gendebien, homme politique et ministre de la Justice de Belgique
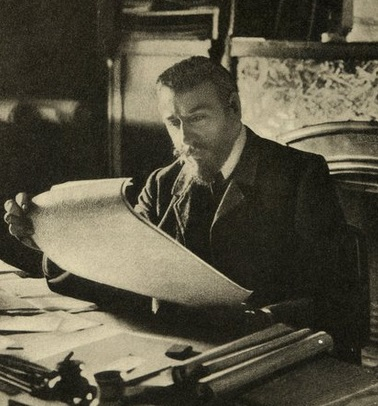
Victor Horta, architecte, chef de file de l'Art nouveau.
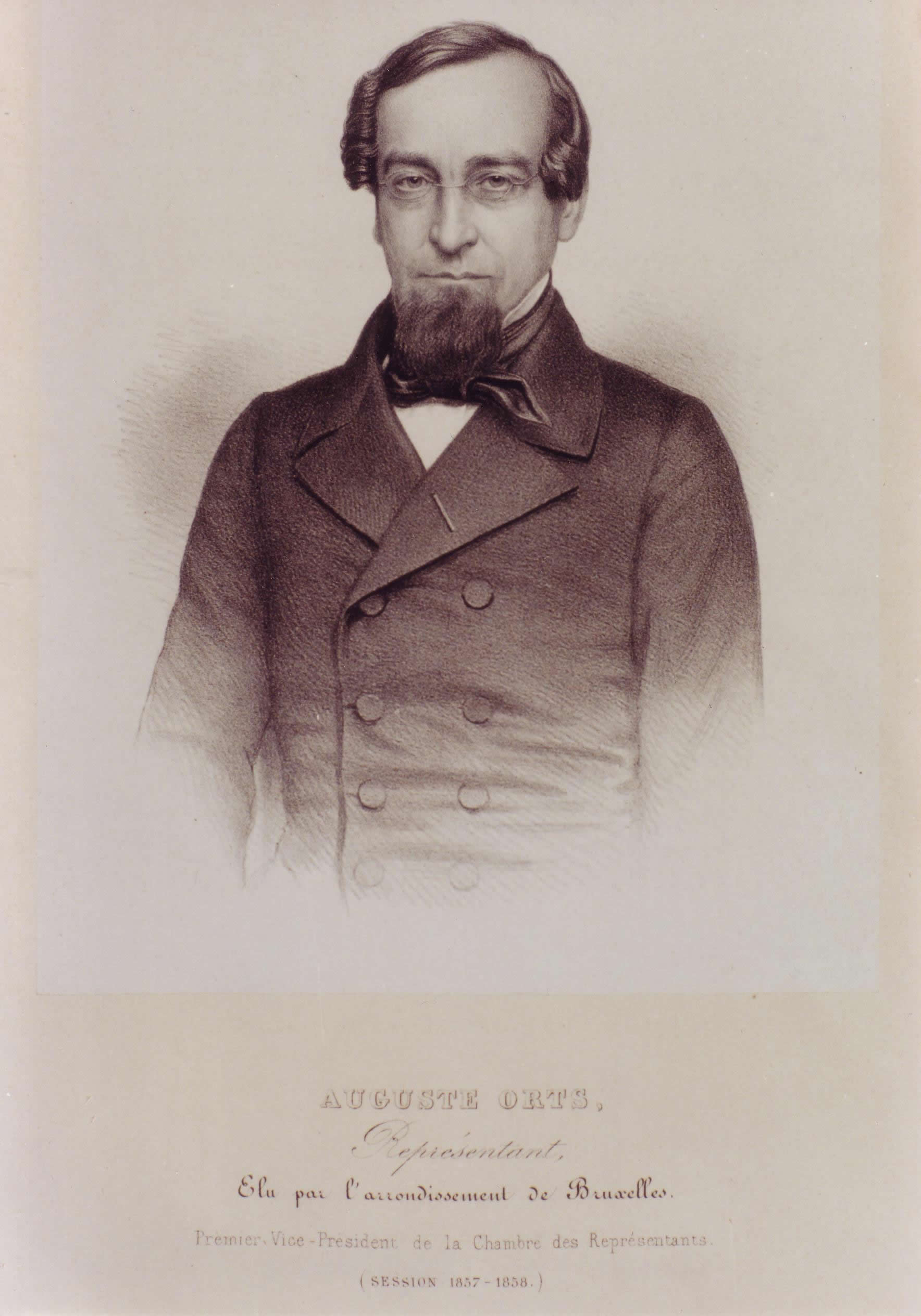
Auguste Orts, avocat à la Cour de cassation.
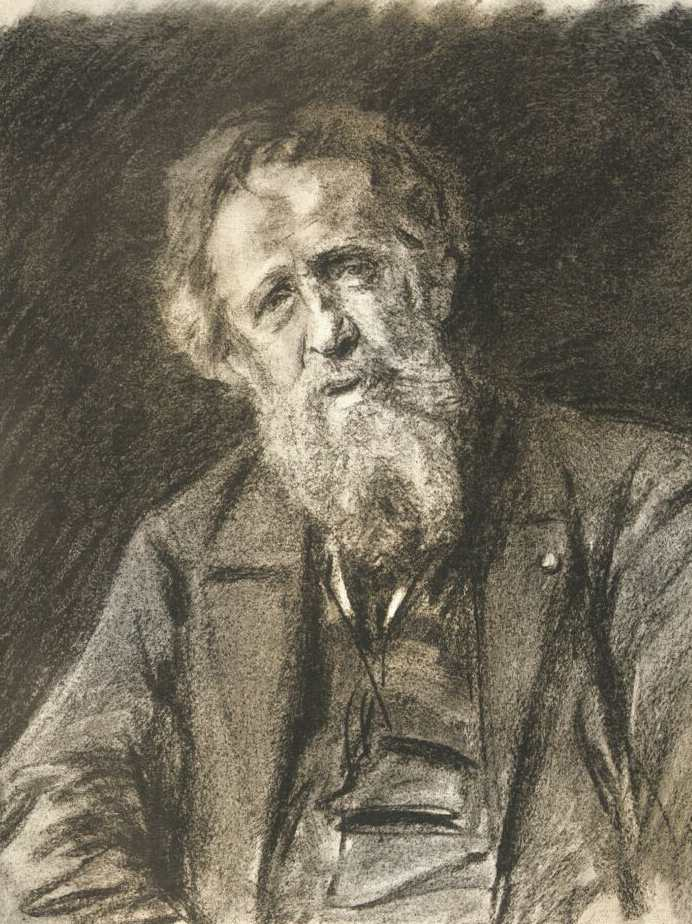
Constantin Meunier, écrivain et sculpteur de la vie ouvrière.
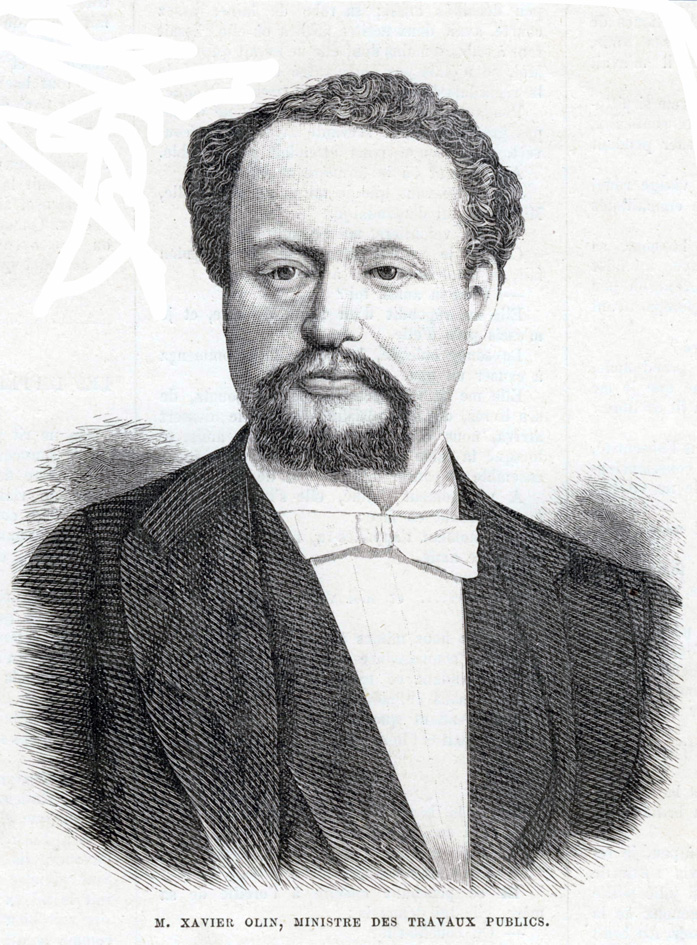
Xavier-Victor Olin, recteur de l'université libre de Bruxelles et ministre belge des Travaux publics.
François Van Campenhout, auteur de La Brabançonne.
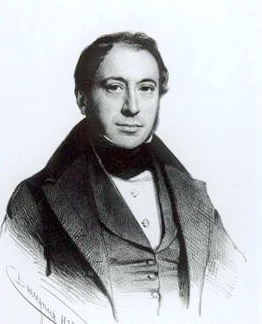
Pierre-Théodore Verhaegen, avocat, chef du Parti libéral, fondateur de l'université libre de Bruxelles et grand maître du GOB